# Prasinocyma congrua
Prasinocyma congrua är en fjärilsart som beskrevs av Walker 1869. Prasinocyma congrua ingår i släktet Prasinocyma och familjen mätare. Inga underarter finns listade i Catalogue of Life.